# جنيفر أبوت
جنيفر أبوت هي فلاحة ومخرجة كندية، ولدت في 8 يناير 1965 في مونتريال في كندا.

## وصلات خارجية
- جينيفر أبوت على موقع IMDb (الإنجليزية)
- جينيفر أبوت على موقع ألو سيني (الفرنسية)
- جينيفر أبوت على موقع أول موفي (الإنجليزية)
- جينيفر أبوت على موقع قاعدة بيانات الأفلام السويدية (السويدية)
- جينيفر أبوت على موقع قاعدة بيانات الفيلم (الإنجليزية)
- جينيفر أبوت على موقع كينوبويسك (الروسية)